# Памятник Чапаеву (Самара)
Памятник Чапаеву — памятник Василию Ивановичу Чапаеву в Самаре, установленный на площади Чапаева перед театром драмы.

## История
Памятник установлен в 1932 году к пятнадцатилетию Октябрьской революции на площади, которая до этого момента носила имя Парижской Коммуны. Над созданием трудились архитектор Иосиф Лангбард и скульптор Матвей Манизер (он же создал в Самаре памятники Куйбышеву и Ленину). Манизер впервые в истории советского искусства решился на создание конной многофигурной скульптуры. Среди фигур: комиссар, боец – башкир, крестьянин – партизан, грузчик – татарин в разорванной рубахе, женщина в косынке, красноармеец и Чапаев на вздыбленном коне с саблей. Образы для памятника были взяты с конкретных участников гражданской войны.
Для создания лица Чапаева Манизеру позировал сын Чапаева, Александр, внешне похожий на отца. Для образа красногвардейца-башкира, поднимающегося с земли, скульптору позировал слушатель Ленинградской военно-медицинской академии и башкирский поэт Гайса Юсупов, для единственной женской фигуры (Анки-пулеметчицы) - ткачиха Ткачева, занимавшая на тот момент должность заместителя председателя Самарского горисполкома. Прототипом красноармейца является член отряда В.И. Чапаева Василий Сутягин, погибший в 1920 году.
На момент создания монумент был одним из самых крупных в стране (высота 10 м, размеры основания 17 на 22 м). Большой пьедестал, установленный на ступенчатом стилабате, был выполнен из кирпича, отштукатурен и выкрашен в черный цвет. Архитектор Каркарьян в 1963 г. выполнил проект облицовки постамента полированным черным лабрадоритом и согласовал его с Манизером. На постаменте установлена доска с цитатой Владимира Ленина:

Бейтесь до последней капли крови, товарищи! Держитесь за каждую пядь земли! Будьте стойки до конца! Победа недалека, — победа будет за нами!— Ленин, 1919 год
Вес бронзы, пошедшей на отливку – 12 тонн, размер фигур – в полтора раза превышает средний рост человека.

Заметка в газете "Волжская коммуна" (№298 от 26.12.1934) о необходимости изменения надписи на памятнике

При жизни Василий Иванович носил фамилию Чепаев (именно эта фамилия была указана на памятнике, открытом в Самаре в 1932 году).    Однако, после выхода романа Фурманова «Чапаев», не документального, а художественного произведения с главным героем по фамилии Чапаев (прообразом которого стал Чепаев), именно эта фамилия получила широкое распространение в публикациях о Чапаеве (и на памятнике в Самаре фамилия Чепаев также была впоследствии изменена на Чапаев).

## Копия
Памятник изготовлялся в Ленинграде, перед отправкой в Самару его увидел Киров и попросил автора изготовить копию для Ленинграда. Копия памятника была изготовлена в 1933 году, ныне она установлена в Санкт-Петербурге на площади перед Военной академией связи им. С. М. Будённого .